# Kapałkowa Baszta
Kapałkowa Baszta (słow. Ľadová bašta) – turnia w Kapałkowej Grani w słowackiej części Tatr Wysokich. Znajduje się w dolnej części zachodniej grani Pośredniej Kapałkowej Turni. Na wschodzie graniczy z Kapałkowym Zębem, oddzielonym Wrótkami za Basztą, natomiast na zachodzie z Małą Kapałkową Turnią, od której oddziela ją Niżnia Kapałkowa Ławka.
Północne stoki opadają z Kapałkowej Baszty i sąsiednich obiektów do dolnej części Kapałkowego Koryciska, odgałęzienia Doliny Śnieżnej, natomiast południowe – do Doliny Suchej Jaworowej. Wierzchołek Kapałkowej Baszty ma postać ostrego grzebienia z kilkoma zębami.
Na turnię nie prowadzą żadne znakowane szlaki turystyczne. Wejście dla taterników możliwe jest granią lub z obu sąsiednich dolin. W południowej ścianie Kapałkowej Baszty można wyróżnić wyraźną grzędę.
Pierwsze wejścia:
- letnie – Gyula Komarnicki i Roman Komarnicki, 2 sierpnia 1909 r.,
- zimowe – Čestmír Harníček, Arno Puškáš, Karel Skřipský i Jozef Velička, 26 marca 1953 r.[2]